# はやしりか
はやし りか（6月1日 - ）は、日本の女性声優。和歌山県橋本市出身。アーツビジョン所属。

## 略歴
日本ナレーション演技研究所出身。
声優歴は2024年のインタビューによると「4年か5年くらい」と語り、当時は新型コロナウイルスの流行でのデビューだった。新型コロナウイルスと同期という覚え方をしており、緊急事態宣言期間中の年に事務所に所属したという。
2024年、ゴルフを題材にしたテレビアニメ『オーイ! とんぼ』の大井とんぼ役で初主演。同作はオーディションで合格した初めての作品であり、収録当初はゴルフクラブをアフレコ現場に持参して臨んでいた。原作の『オーイ! とんぼ』については無知で、オーディションを受ける時に事務所のほうから、「原作はこんな感じで、こういうサイトで読めます」と教えてもらい、資料も貰った。オーディションまでの期間はそんなに長くなかったが、原作が面白く、最新話まで読みふけていったような感じだったという。
2025年、第19回声優アワードにて、新人声優賞を受賞。

## 人物・エピソード
趣味はミュージカル歌唱、バレエおよび水泳。特技はアイロンがけ。
クラシックバレエを習っていたことがあり、オーケストラ音楽が好きだったという。
両親はゴルフをしており、母は元キャディだった。小学校時代に少しだけ打ちっぱなしに連れて行ってもらったことがあり、クラブをプレゼントしてもらってからは週に1、2回打ちっぱなしに行ったり、少し段差があるところでボールを転がして球の動きを見たりしていたという。

## 出演
太字はメインキャラクター。

### テレビアニメ
2021年
- TSUKIPRO THE ANIMATION 2（子稲荷〈青〉）
- RE-MAIN（六花学園女子水球部員）

2022年
- 忍たま乱太郎（忍たま）
- CUE!（男の子）
- サマータイムレンダ（あかり、網代暁美）
- アイドリッシュセブン Third BEAT!（女性D）

2024年
- オーイ!とんぼ（2024年 - 2025年、大井とんぼ） - 2シリーズ
- 怪獣8号（妻）
- 時々ボソッとロシア語でデレる隣のアーリャさん（マネージャー）
- パズドラ（子ども）
- 株式会社マジルミエ（店員A）

2025年
- どうせ、恋してしまうんだ。

### 劇場アニメ
- 漁港の肉子ちゃん（2021年、漁港の人々）
- 化け猫あんずちゃん（2024年）

### Webアニメ
- あたしンちNEXT（2024年、生徒〈ガヤ〉）
- タコピーの原罪（2025年、同級生[20]）

### ゲーム
- 艦隊これくしょん -艦これ-（2023年 - 2024年、能美、第百一号輸送艦）

### ドラマCD
- Magia Circus DramaCD 〜 It's Showtime 〜

### 吹き替え

#### アニメ
- パウ・パトロール（アクセル）

### CM ナレーション
- それいけ!アンパンマンぷくじゃが

## ディスコグラフィ

### キャラクターソング
| 楽曲        | 歌                                                     | 備考                                             | 時期   |
| ----------- | ------------------------------------------------------ | ------------------------------------------------ | ------ |
| Let's Swing | TOKYO GROOVE JYOSHI featuring 大井とんぼ（はやしりか） | テレビアニメ『オーイ! とんぼ』エンディングテーマ | 2024年 |

### シリーズ一覧
1. ↑  第1期（2024年）、第2期（2024年 - 2025年）